# Mañasu
Mañasu (traducido del aymara como carnicero, también escrita como Mañazo) es una montaña de 4171 metros ubicada en los Andes de Bolivia. Administrativamente se encuentra ubicado en el municipio de Totora de la provincia de San Pedro de Totora en el departamento de Oruro. El Juch'us Jawira («río delgado») se origina en la montaña. Fluye hacia el noroeste.